# Monts Liupan
 (février 2015).
Si vous disposez d'ouvrages ou d'articles de référence ou si vous connaissez des sites web de qualité traitant du thème abordé ici, merci de compléter l'article en donnant les références utiles à sa vérifiabilité et en les liant à la section « Notes et références ».
Les monts Liupan (chinois : 六盘山 ; pinyin : liùpán shān ; litt. « chaîne de montagne aux six plateaux ») sont une chaîne de montagnes centrée sur la partie méridionale de la région autonome Hui du Ningxia en République populaire de Chine et qui s'étend également dans les provinces du Gansu et du Shaanxi.
Le sommet le plus élevé est le mont Migang (米缸山, mǐgāng shān) culminant à 2 942 mètres d'altitude. Il se trouve au centre de la réserve naturelle nationale de Liupan Shan (六盘山国家级自然保护区). Le second plus haut sommet est situé à la frontière du district de Yuanzhou et culmine à 2 928 mètres.